# 綠山攝影棚

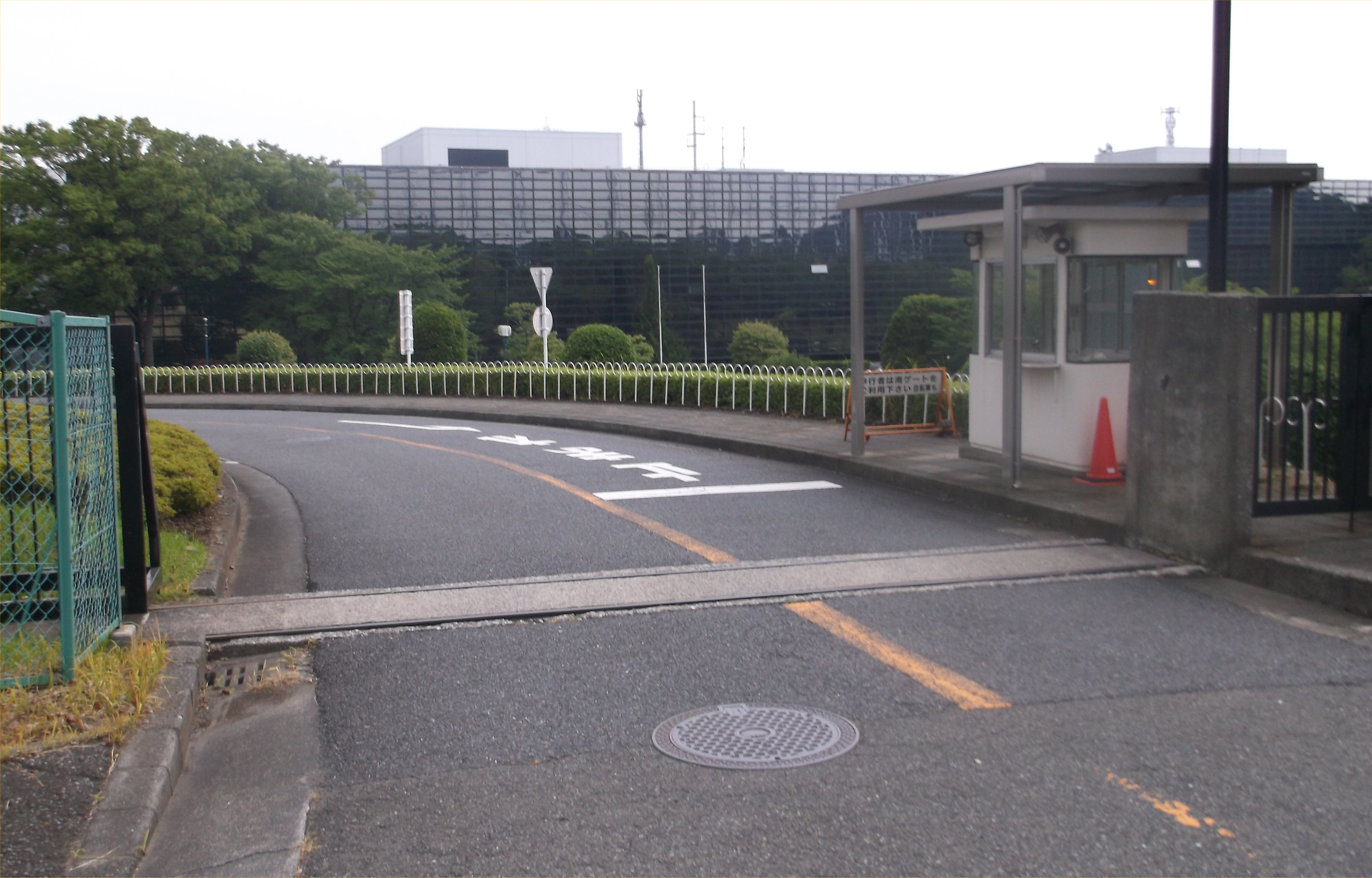
綠山攝影棚入口

綠山攝影棚（日语：／ Midoriyama Sutajio-siti */?），位於日本神奈川縣橫濱市青葉區，是TBS控股所有，旗下子公司「綠山攝影棚」營運的電視攝影棚，簡稱MSC。東京放送（TBS）在1971年取得該地，本來計劃作為TBS遷移至郊外的用地。但因該地距東京都較遠、交通不便，因此決定改為只在這裡製作部分節目。綠山攝影棚主要用於拍攝電視劇和運動系綜藝節目，除了TBS自用，也租借給NHK等同業使用。綠山攝影棚最初有4個攝影棚，但在2000年代增建了第5個攝影棚。

## 外部連結
- (株)緑山スタジオ・シティ 公式サイト （页面存档备份，存于）
- TBS緑山ゴルフスタジオ 公式サイト （页面存档备份，存于）

35°34′6.6″N 139°29′1.5″E / 35.568500°N 139.483750°E